# Пасіки-Зубрицька сільська рада
Пасіки-Зубрицька сільська рада — орган місцевого самоврядування у Пустомитівському районі Львівської області з адміністративним центром у с. Пасіки-Зубрицькі.

## Загальні відомості
Історична дата утворення: в 1946 році.

## Населені пункти
Сільраді підпорядковані населені пункти:
- с. Пасіки-Зубрицькі
- c. Горішній

## Склад ради
- Сільський голова: Керницький Володимир Михайлович
- Секретар сільської ради: Бубенчик Ігор Євгенійович
- Загальний склад ради: 16 депутатів

### Керівний склад ради
| ПІБ                             | Основні відомості                                                 | Дата обрання | Дата звільнення |
| ------------------------------- | ----------------------------------------------------------------- | ------------ | --------------- |
| Гудима Юрій Євгенович           | Сільський голова, 1964 року народження, освіта, безпартійний      | 26.03.2006   | 31.10.2010      |
| Керницький Володимир Михайлович | Сільський голова, 1965 року народження, освіта вища, безпартійний | 31.10.2010   | 30.12.2013      |
| Керницький Володимир Михайлович | Сільський голова, 1965 року народження, освіта вища, безпартійний | 25.05.2014   |                 |

Примітка: таблиця складена за даними джерела

### Депутати
Результати місцевих виборів 2010 року за даними ЦВК
| № зп | № округу | Прізвище, ім'я, по батькові | Дата визнання обраним | Відомості про обраного депутата                                                                          |
| ---- | -------- | --------------------------- | --------------------- | --- |
| 1    | 1        | Пелещак Орест Миколайович   | 05.11.2010            | Освіта середня, позапартійний, тимчасово не працює                                                       |
| 2    | 2        | Клебан Володимир Адамович   | 05.11.2010            | Освіта середня, позапартійний, ТзОВ «ЛІК», скловар                                                       |
| 3    | 3        | Данилюк Олег Петрович       | 05.11.2010            | Освіта середня спеціальна, позапартійний, пенсіонер                                                      |
| 4    | 4        | Бесага Федір Іванович       | 05.11.2010            | Освіта середня спеціальна, позапартійний, ТзОВ «Олімпік», охоронець                                      |
| 5    | 5        | Манчак Тарас Петрович       | 05.11.2010            | Освіта вища, позапартійний, АТ Ерстебанк, керуючий                                                       |
| 6    | 6        | Школик Марія Йосипівна      | 05.11.2010            | Освіта середня спеціальна, позапартійна, Львівський регіональний фтізіопульмонологічний центр, медсестра |
| 7    | 7        | Клебан Юрій Павлович        | 05.11.2010            | Освіта середня, позапартійний, загальноосвітня школа, оператор котлів                                    |
| 8    | 8        | Біда Ярослав Андрійович     | 05.11.2010            | Освіта середня, позапартійний, тимчасово не працює                                                       |
| 9    | 9        | Собко Назар Зеновійович     | 05.11.2010            | Освіта вища, позапартійний, приватне підприємство                                                        |
| 10   | 10       | Білоус Наталія Петрівна     | 10.11.2010            | Освіта вища, позапартійна, приватне підприємство                                                         |
| 11   | 11       | Малець Ярослав Іванович     | 05.11.2010            | Освіта вища, позапартійний, ПП «Фантазія», директор                                                      |
| 12   | 12       | Черневич Софія Петрівна     | 05.11.2010            | Освіта середня спеціальна, позапартійна, ТЦООЛ                                                           |
| 13   | 13       | Шнуркова Любомира Павлівна  | 05.11.2010            | Освіта середня, позапартійна, пенсіонер                                                                  |
| 14   | 14       | Яцик Іван Володимирович     | 05.11.2010            | Освіта середня спеціальна, позапартійний, тимчасово не працює                                            |
| 15   | 15       | Бубенчик Ігор Євгенійович   | 05.11.2010            | Освіта вища, член Громадянської партії «ПОРА», тимчасово не працює                                       |
| 16   | 16       | Мельник Андрій Миронович    | 05.11.2010            | Освіта вища, позапартійний, Львіврембудпостач, інженер                                                   |